# Marias River
Der Marias River ist ein linker Nebenfluss des Missouri River im US-Bundesstaat Montana. 
Der Marias River ist 338 km lang und entsteht durch den Zusammenfluss des Cut Bank Creek (links, 120 km lang) und des Two Medicine River (rechts, 97 km lang) im Blackfoot-Indianerreservat, östlich des Glacier-Nationalparks. Die Quellflüsse des Marias River entspringen in der südlichen Lewis Range, einem Gebirgszug an der Ostflanke der Rocky Mountains. Der Marias River fließt nach Osten durch die Great Plains. Dabei wird er vom Tiber Dam zum Stausee Lake Elwell aufgestaut. Der Teton River mündet von rechts in den Marias River, bevor dieser bei dem Ort Loma den Missouri River erreicht. Die höchsten monatlichen Abflüsse werden im Juni gemessen.
Der Marias River ist unterhalb des Tiber Dam bis zu seiner Mündung in den Missouri River ein beliebter Fluss für Wildwasser-Kanuten, der in der Class I als einfach eingestuft wird. Er wird auch für andere Freizeitaktivitäten genutzt.
Der Fluss erhielt seinen Namen 1805 durch die Expedition von Lewis und Clark, die den Marias River zuerst für den Hauptarm des Missouri hielten. Der Fluss wurde nach Maria Wood benannt, einer Cousine von Meriwether Lewis.